# Гаянська трагедія: Історія Джима Джонса
«Гаянська трагедія: Історія Джима Джонса» (англ. Guyana Tragedy: The Story of Jim Jones) — американський телевізвійний фільм 1980 року, заснований на реальних подіях.

## Сюжет
Історія каліфорнійської релігійної секти під назвою «Народний Храм», якою керував Джим Джонс, що оголосив себе пророком. Секта стала широко відомою після масового суїциду, вчиненого її членами в джунглях Гаяни в листопаді 1978 року.

## У ролях
| Актор             | Роль                   |
| ----------------- | ---------------------- |
| Пауерс Бут        | Джим Джонс             |
| Нед Бітті         | Лео Раян               |
| Айрін Кера        | Аліса Джефферсон       |
| Вероніка Картрайт | Марселін «Марсі» Джонс |
| Розалінд Кеш      | Дженні Гаммонд         |
| Бред Дуріф        | Девід Ленгтрі          |
| Мег Фостер        | Жан Річі               |
| Майкл С. Гвін     | Ларрі Кінг             |
| Альберт Голл      | Отіс Джефферсон        |
| Лінда Гайнс       | Карен Банді            |
| Дайан Ледд        | Лінетт Джонс           |
| Рон О'Ніл         | полковник Роблес       |
| Ренді Куейд       | Клейтон Річі           |
| Дайана Скаруід    | Шейла Ленгтрі          |
| Медж Сінклер      | місіс Джефферсон       |
| Бренда Ваккаро    | Джейн Бріггс           |
| Димитра Арлісс    | сестра Флемінг         |
| Левар Бертон      | Річард Джефферсон      |
| Коллін Дьюгерст   | місіс Міртл Кеннеді    |
| Кліфтон Джеймс    | Чарлі Амос             |
| Джеймс Ерл Джонс  | Отець Провісник        |
| Ед Лотер          | Джим Джонс старший     |
| Ірен Кара         | Еліс Джефферсон        |